# Il mio secolo
Il mio secolo (titolo originale Mein Jahrhundert) è un'opera del 1999 di Günter Grass, nella quale l'autore, con 100 brevi racconti, traccia un panorama culturale della storia tedesca e del mondo del XX secolo.

## Struttura
Il libro si divide in 100 brevi racconti che vanno dal 1900 al 1999. Anno per anno, Grass ripercorre gli avvenimenti principali che hanno caratterizzato la storia tedesca e mondiale del XX secolo, dalle due guerre mondiali, agli anni del Muro di Berlino e della divisione della Germania, alle prime elezioni libere tedesche e così via. Per ogni racconto Grass ha disegnato inoltre un acquarello che rappresenta l'avvenimento di cui si parla in quell'anno (va ricordato che Günter Grass oltre che scrittore è anche pittore e ha frequentato l'Accademia delle Belle Arti di Düsseldorf).
Sono inoltre presenti dei cicli di racconti all'interno del libro che comprendono alcuni anni e nei quali il narratore è sempre lo stesso per ogni anno. I cicli inseriti nell'opera riguardano la prima guerra mondiale, la seconda guerra mondiale, i movimenti studenteschi e due cicli di racconti nei quali è lo stesso Günter Grass a prendere la parola. Al termine di ogni ciclo l'autore propone dei cosiddetti acquarelli riassuntivi, caratterizzati da un ammasso di numeri che rappresentano le date del ciclo.

## Temi, eventi e personaggi
I temi affrontati in quest'opera sono diversi. Vanno da avvenimenti che hanno segnato in maniera indelebile la storia tedesca e mondiale ad altri molto più leggeri ed anche personali che riguardano lo stesso Grass. Fra i temi più importanti possiamo perciò trovare le due guerre mondiali, l'ascesa al potere di Hitler, la Notte dei cristalli, la riforma monetaria della Germania, i moti operai del 1953, i movimenti studenteschi, la crisi petrolifera del 1973, il disastro di Černobyl', la caduta del Muro di Berlino, la riunificazione della Germania e la guerra del golfo. A questi sono affiancati racconti meno impegnativi, che toccano argomenti molto più leggeri come la comparsa della televisione, le gemelle Kessler o avvenimenti sportivi, come il campionato del mondo di calcio del 1954 e quello del 1974, le Olimpiadi di Berlino del 1936 e quelle di Roma del 1960, gare di ciclismo e tennis. Sono presenti inoltre racconti autobiografici. Grass prende infatti la parola in vari punti descrivendo fatti della sua vita personale. Tra di essi possiamo trovare la pubblicazione della sua opera Il tamburo di latta; gli anni di stesura di un'altra opera, Il rombo; il viaggio che Grass compie in India nel 1987 con la seconda moglie e quello in Italia con le tre figlie del 1996 ed altri ancora.
Molti sono anche i personaggi famosi che, ora come narratori, ora come semplici personaggi, sono i protagonisti di alcuni racconti. Grande spazio è dato a politici e scrittori, come i cancellieri Willy Brandt e Helmut Kohl, oppure il Kaiser Guglielmo II, o scrittori e poeti come Georg Heym, Paul Celan, Ernst Jünger, Erich Maria Remarque e molti altri. Oltre a questi sono presenti personaggi di varia estrazione sociale, dal filosofo Martin Heidegger ai calciatori Fritz Walter e Ferenc Puskás.

## Edizione italiana
- Il mio secolo. Cento racconti, traduzione di Claudio Groff, Collana Supercoralli, Torino, Einaudi, 1999,  p. 299, ISBN 978-88-061-5188-1. - Collana ETascabili, Einaudi, 2000, ISBN 978-88-061-5650-3.